# Sitiluhur
Sitiluhur is een bestuurslaag in het regentschap Pati van de provincie Midden-Java, Indonesië. Sitiluhur telt 3512 inwoners (volkstelling 2010).